# Rajon Stoubzy
Der Rajon Stoubzy (belarussisch Стаўбцоўскі раён Staubzouski rajon; russisch Столбцовский район Stolbzowski rajon) ist eine Verwaltungseinheit in der Minskaja Woblasz in Belarus mit dem administrativen Zentrum in der Stadt Stoubzy. Die Fläche des Rajons beträgt 1884,52 km².

## Geographie
Der Rajon Stoubzy liegt im Westen der Minskaja Woblasz. 44 % der Gesamtfläche des Rajons sind mit Wäldern bedeckt.

### Nachbarrajone
Die Nachbarrajone in der Minskaja Woblasz sind im Norden Waloschyn, im Osten Dsjarschynsk und Usda, im Südosten Kapyl und im Süden Njaswisch. Im Westen sind es die Rajone Nawahrudak und Iuje in der Hrodsenskaja Woblasz.

## Administrative Gliederung
| Dorfsowjets 1. Dseraunjanski Selsawet 2. Litwenski Selsawet 3. Mikalaeuschtschynski Selsawet 4. Nalibazki Selsawet 5. Nawakolasauski Selsawet 6. Nawaswerschanski Selsawet 7. Rubjaschewizki Selsawet 8. Sajamnauski Selsawet 9. Schaschkouski Selsawet 10. Staraswerschanski Selsawet 11. Wischnjawezki Selsawet | Stadt 1. Stoubzy |

## Geschichte
Der Rajon Stoubzy wurde am 15. Januar 1940 gebildet.